# アジアハイウェイ6号線
 アジアハイウェイ6号線（アジアハイウェイ6ごうせん）はアジアハイウェイの路線の一つで、総延長は10,533kmである。

## 概要
起点は大韓民国釜山広域市中区中央洞から日本海沿岸を通り、北朝鮮を経由してロシア連邦沿海地方に入った後、ウスリースクから西に向かい、中華人民共和国を経由して再びロシア連邦に入る。チタからはシベリア鉄道とほぼ同じルートをたどるが、アジアハイウェイ6号線はオムスク州から190km程カザフスタン領を通過する。その後、アジアハイウェイ6号線はクルガン州から三度ロシア連邦に入り、モスクワを通り抜けた後、スモレンスク州クラスニンスキー地区のロシア・ベラルーシ国境が終点となる。
なお、オムスク州オムスクから終点のスモレンスク州クラスニンスキー地区までの区間は欧州自動車道路E30号線との重複区間である。

## 経路

### 大韓民国

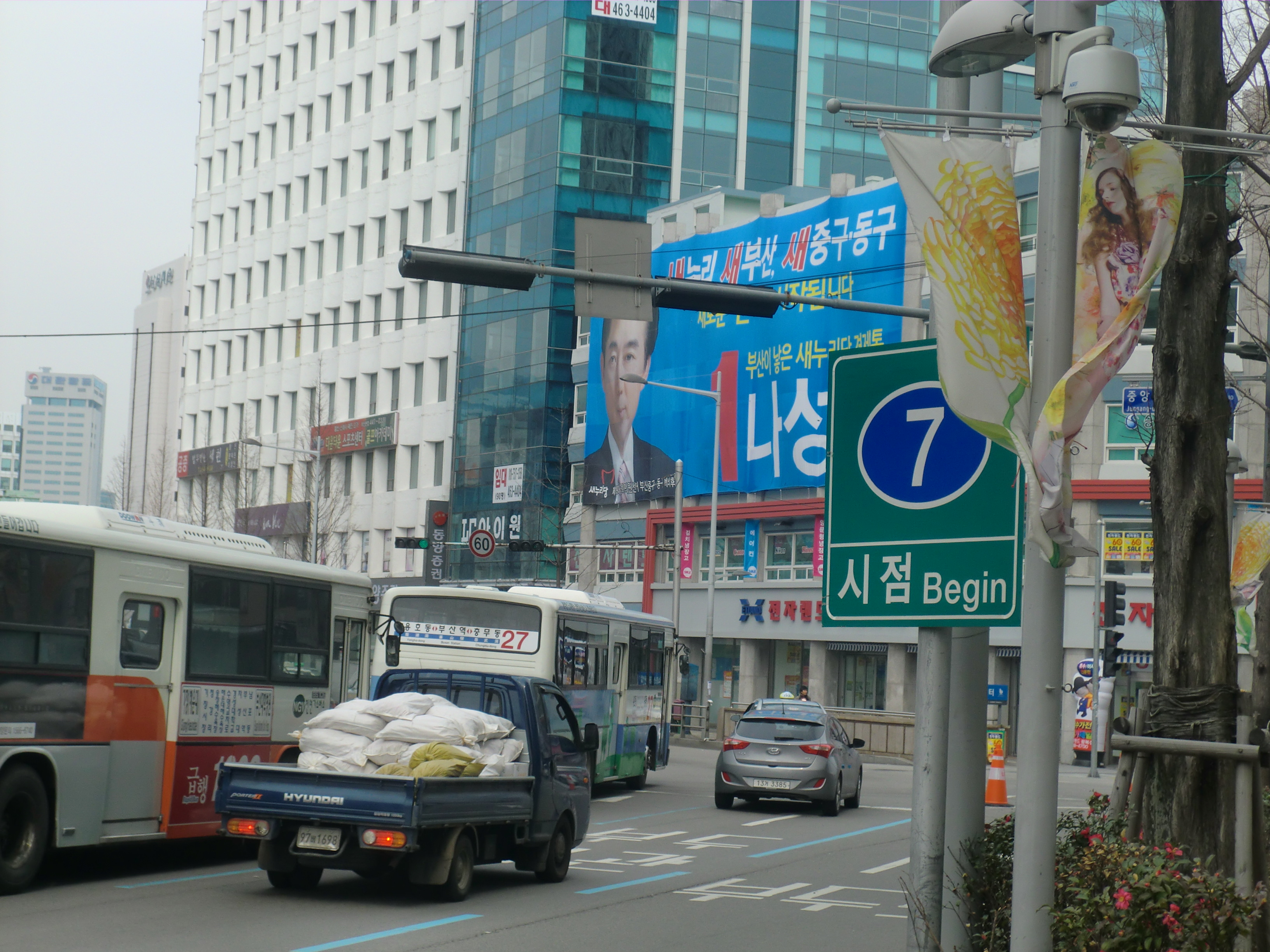
アジアハイウェイ6号線起点（釜山広域市中区）

- 国道7号線: 釜山広域市中区中央洞 - 慶尚南道梁山市 - 蔚山広域市 - 慶尚北道慶州市 - 浦項市 -  江原特別自治道江陵市 - 高城郡

### 朝鮮民主主義人民共和国
- 江原道高城郡 - 元山市 - 咸鏡南道咸興市 - 咸鏡北道清津市 - 羅先特別市

### ロシア連邦

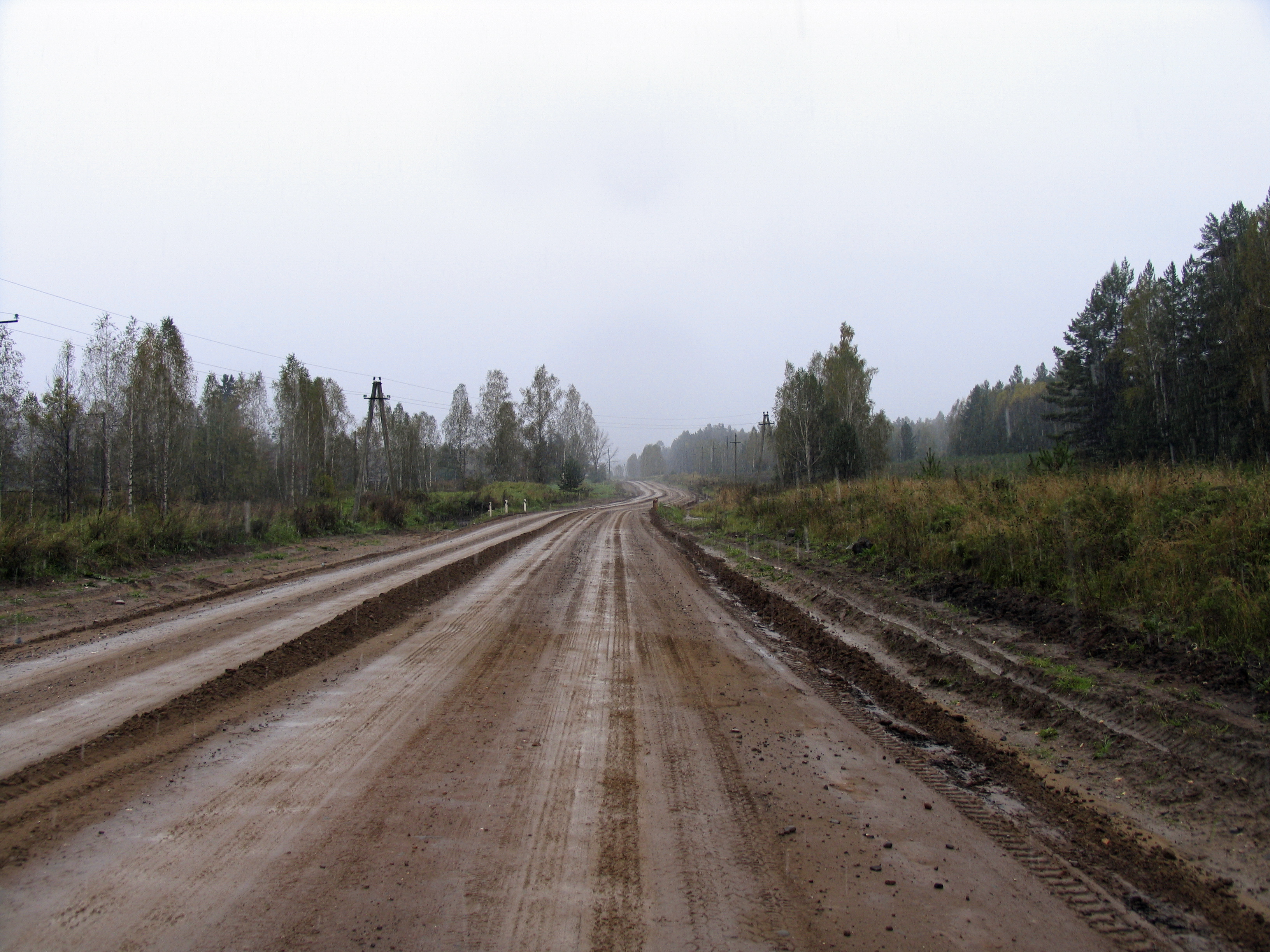
イルクーツク～クラスノヤルスク間のロシア連邦道路R255

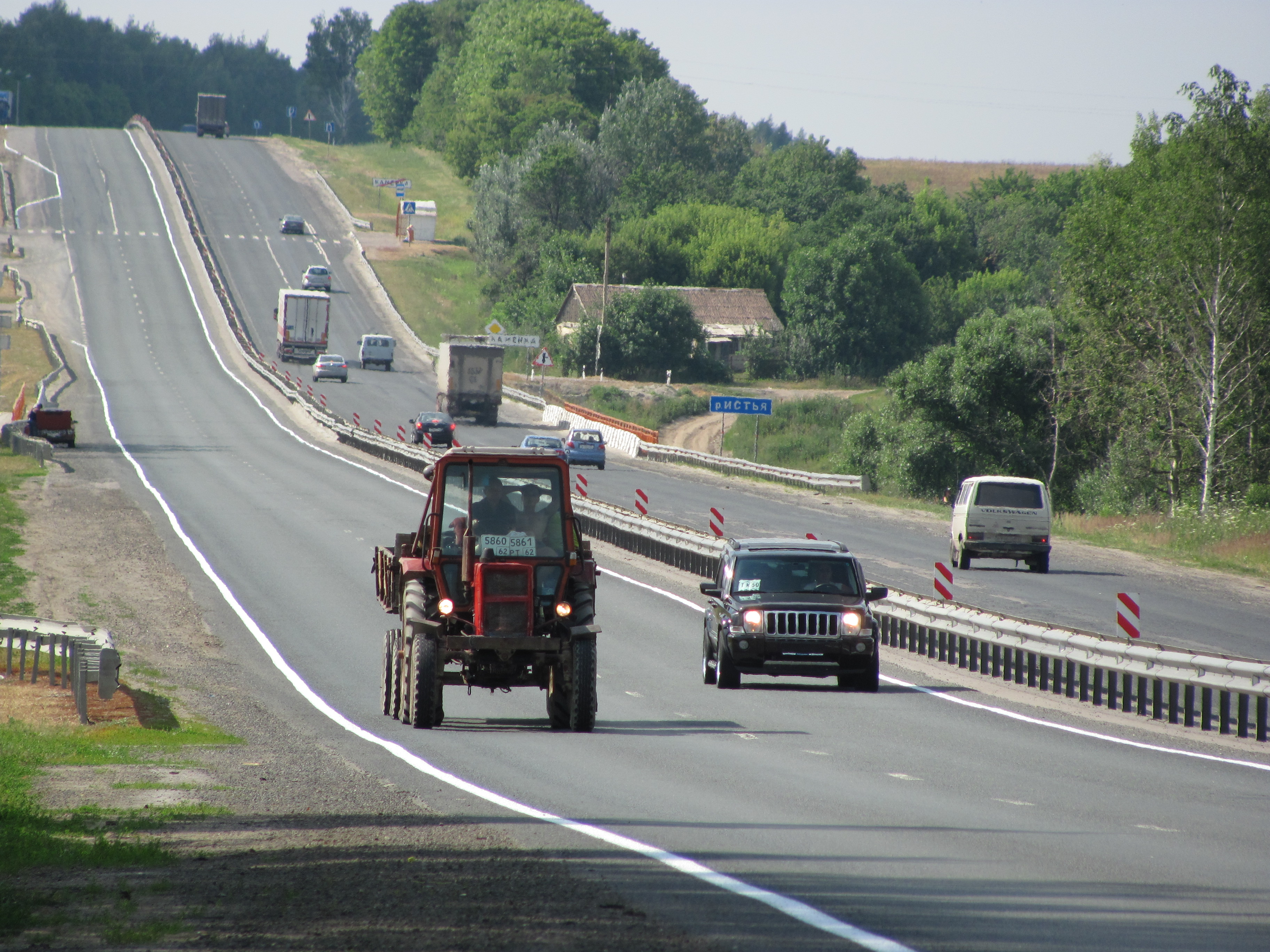
リャザン州スパスキー地区のロシア連邦道路M5

- ロシア連邦道路A189（ロシア語版） : 沿海地方ハサン地区ハサン - ラズドルノエ（ロシア語版）
- ロシア連邦道路A370 : ラズドルノエ - ウスリースク
  - 支線 :  ロシア連邦道路A370 : ラズドルノエ - ウラジオストク
- ロシア連邦道路A184（ロシア語版） : ウスリースク - ポグラニチニ

### 中華人民共和国
- G301国道 : 黒龍江省綏芬河市綏芬河口岸 - 綏芬河市洛河橋村
- 綏満高速道路 : 綏芬河市綏芬河IC - ハルビン市 - チチハル市甘南県 - 内モンゴル自治区フルンボイル市ハイラル区ハイラル東IC
- G301国道 : フルンボイル市ハイラル区 - 満洲里市満洲里口岸

### ロシア連邦
- ロシア連邦道路A350 : ザバイカリエ地方ザバイカリスク地区（英語版）ザバイカリスク - チタ
- シベリア横断道路 : チタ - チェリャビンスク州チェリャビンスク
  -  ロシア連邦道路R258 : チタ - ブリヤート共和国ウランウデ - イルクーツク州イルクーツク
  -  ロシア連邦道路R255 : イルクーツク - クラスノヤルスク地方クラスノヤルスク - ノヴォシビルスク州ノヴォシビルスク
  -  ロシア連邦道路R254 : ノヴォシビルスク - オムスク州オムスク - イシリクルスキー地区（英語版）

### カザフスタン
- M51幹線道路 : 北カザフスタン州マグジャン・シュマバエフ地区（英語版） - ペトロパブル - マムリュート地区（英語版）

### ロシア連邦
- ロシア連邦道路R254 : クルガン州ペトゥホフスキー地区（英語版） - チェリャビンスク州チェリャビンスク
- ロシア連邦道路M5 : チェリャビンスク - （アジア・ヨーロッパ境界） - バシコルトスタン共和国ウファ - サマラ州サマーラ - モスクワ州モスクワ
- ロシア連邦道路M1 : モスクワ - モジャイスク - スモレンスク州ガガーリン - スモレンスク - クラスニンスキー地区（英語版）（ロシア・ベラルーシ国境）

## 国境
| 通過国1      | 通過国2         | 位置                                                                                      |
| ------------ | --------------- | ----------------------------------------------------------------------------------------- |
| 韓国         | 北朝鮮          | 北緯38度36分51.0秒 東経128度21分20.6秒 / 北緯38.614167度 東経128.355722度                 |
| 北朝鮮       | ロシア          | 北緯42度24分54.7秒 東経130度38分27.7秒 / 北緯42.415194度 東経130.641028度                 |
| ロシア       | 中国            | 北緯44度24分42.9秒 東経131度11分34.7秒 / 北緯44.411917度 東経131.192972度                 |
| 中国         | ロシア          | 北緯49度37分41.2秒 東経117度22分26.0秒 / 北緯49.628111度 東経117.373889度                 |
| ロシア       | カザフスタン    | 北緯54度55分17.2秒 東経70度59分18.3秒 / 北緯54.921444度 東経70.988417度                   |
| カザフスタン | ロシア          | 北緯55度05分36.0秒 東経68度15分46.2秒 / 北緯55.093333度 東経68.262833度                   |
| ロシア       | （ ベラルーシ） | 北緯54度41分27.3秒 東経30度59分48.6秒 / 北緯54.690917度 東経30.996833度 E30号線と重複区間 |

## 脚註
1. ↑  “Asian Highway Handbook” (PDF).  UNESCAP (2003年). 2013年1月7日閲覧。